# Piper taperinhanum
Piper taperinhanum är en pepparväxtart som beskrevs av Truman George Yuncker. Piper taperinhanum ingår i släktet Piper och familjen pepparväxter. Inga underarter finns listade i Catalogue of Life.